# ووآلپن
ووآلپن (به اسپانیایی: Hualpén) یک شهرستان‌ در شیلی است که در استان کنسپسیون واقع شده‌است. ووآلپن ۵۳٫۵ کیلومترمربع مساحت و ۹۱٬۶۱۱ نفر جمعیت دارد و ۲۱ متر بالاتر از سطح دریا واقع شده است.